# Oceannik żółtopłetwy
Oceannik żółtopłetwy, nawałnik żółtopłetwy, nawałnik Wilsona (Oceanites oceanicus) – gatunek niewielkiego ptaka oceanicznego z rodziny oceanników (Oceanitidae). Zamieszkuje on wody wokół Antarktydy. Zimuje w okolicach równika, pojawiając się wówczas na półkuli północnej. Do Polski zalatuje wyjątkowo.

## Morfologia

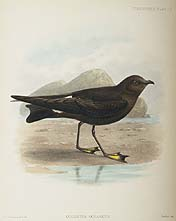
Rysunek z książki A monograph of the petrels (order Tubinares) (1907)

WyglądBrak dymorfizmu płciowego. Cały ptak ubarwiony jest ciemnobrązowo, na pokrywach skrzydłowych jaśniejsze plamy. Na kuprze biała plama, ogon półokrągły. Dziób ciemny, stopy żółte.
Wymiary średnie
- długość ciała 15–20 cm
- rozpiętość skrzydeł 34–42 cm
- masa ciała: 28–50 g

## Podgatunki i zasięg występowania
Wyróżnia się trzy podgatunki O. oceanicus, które gnieżdżą się na następujących obszarach:
- O. oceanicus oceanicus (Kuhl, 1820) – wyspy subantarktyczne
- O. oceanicus exasperatus Mathews, 1912 – wybrzeże Antarktydy, Szetlandy Południowe i Sandwich Południowy
- O. oceanicus chilensis Murphy, 1936 – Ziemia Ognista

## Ekologia
BiotopOtwarte morza i oceany.
GniazdoGnieździ się kolonijnie. Gniazdo zakłada w skalnej szczelinie lub, jeśli to możliwe, w wygrzebanej przez siebie norze.
JajaW ciągu roku wyprowadza jeden lęg, składając jedno jajo.
PożywienieSkorupiaki i ryby.

## Status i ochrona
W Czerwonej księdze gatunków zagrożonych Międzynarodowej Unii Ochrony Przyrody oceannik żółtopłetwy nieprzerwanie od 1988 roku zaliczany jest do kategorii najmniejszej troski (LC, Least Concern). W 2004 roku szacowano liczebność światowej populacji na 4–10 milionów par lęgowych. Ze względu na brak dowodów na spadki liczebności bądź istotne zagrożenia dla gatunku BirdLife International ocenia trend liczebności populacji jako prawdopodobnie stabilny.
W Polsce oceannik żółtopłetwy podlega ścisłej ochronie gatunkowej.